# Unitate de măsură

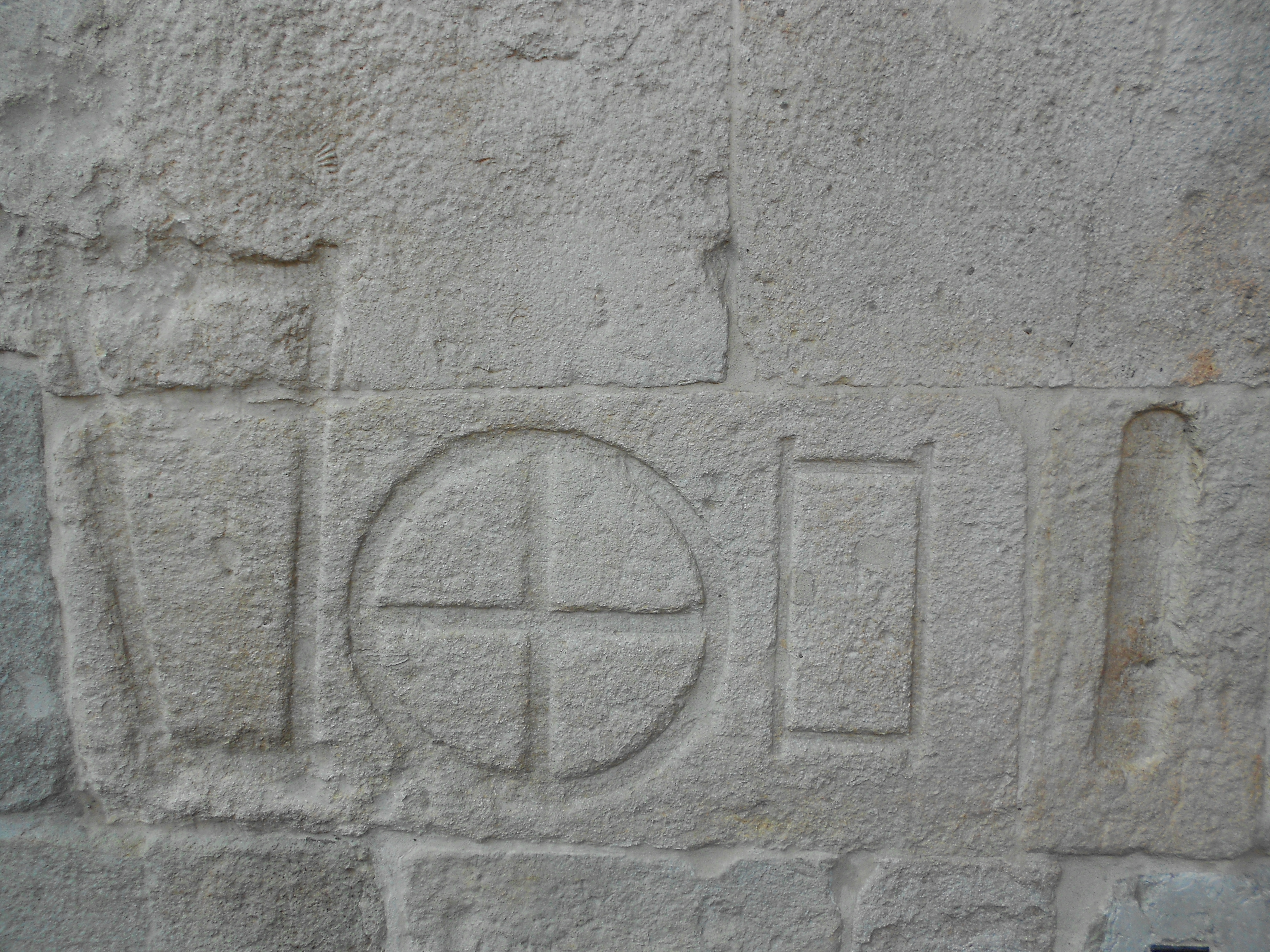
Unități de măsură, Palatul Rațiunii, Padova

Unitățile de măsură reprezintă un aspect al mărimilor fizice. În fizică și în metrologie, e necesară o definiție clară și univocă asupra aceeași cantități, pentru a garanta utilitatea și reproductibilitatea rezultatelor experimentale, ca bază a metodei științifice. 
Sistemele de unități de măsură științifice sunt o formalizare a conceptului de greutăți și măsuri, care s-au dezvoltat inițial cu scopuri comerciale, în special pentru a crea o serie de instrumente cu care vânzătorii și cumpărătorii să poată măsura în manieră univocă o cantitate de marfă tranzacționată.
Există diverse sisteme de unități de măsură, bazate pe diverse suite de unități de măsură fundamentale. 

## Sistemul internațional
Sistemul cel mai folosit în ziua de azi e Sistemul Internațional, care are șapte unități de măsură de bază ("fundamentale"), din care toate celelalte sunt derivate.

### Prefixele SI
| Nume   | quetta | ronna | yotta | zetta | exa  | peta  | tera  | giga  | mega  | kilo  | hecto | deca   |
| Simbol | Q      | R     | Y     | Z     | E    | P     | T     | G     | M     | k     | h     | da     |
| Factor | 1030   | 1027  | 1024  | 1021  | 1018 | 1015  | 1012  | 109   | 106   | 103   | 102   | 101    |
| Nume   | deci   | centi | mili  | micro | nano | pico  | femto | atto  | zepto | yocto | ronto | quecto |
| Simbol | d      | c     | m     | µ     | n    | p     | f     | a     | z     | y     | r     | q      |
| Factor | 10−1   | 10−2  | 10−3  | 10−6  | 10−9 | 10−12 | 10−15 | 10−18 | 10−21 | 10−24 | 10−27 | 10−30  |

## Sisteme de unități de măsură diferite de SI
Există și alte sisteme, utilizate în diverse scopuri, unele încă utilizate, altele doar istorice. Printre acestea se găsesc:
- Unități de măsură CGS (centimetru gram secundă) - unități ale sistemului fizic
- Unități de măsură MKS (metru kilogram secundă) - unități ale sistemului metric
- Unități de măsură MKfS (metru kilogram-forță secundă) - unități ale sistemului tehnic
- Unități de măsură ale lui Planck
- Unități de măsură anglo-saxone
- Unități de măsură chinezești
- Unități de măsură vechi românești

## Noțiuni din vocabularul standard al metrologiei
Organizația Internațională de Metrologie Legală⁠(d) a definit expres unele noțiuni legate de unitățile de măsură în standardul OIML V 2-200
 a cărei traducere oficială în limba română este SR Ghid ISO/CEI 99: 2010.
- Factorul de conversie între unități reprezintă un raport între două unități de măsură pentru mărimi de aceeași natură.
- Un multiplu al unei unități este o unitate de măsură obținută prin înmulțirea unei unități de măsură date cu un număr întreg mai mare decât unu.
- Un submultiplu al unei unități este o unitate de măsură obținută prin împărțirea unei unități de măsură date la un număr întreg mai mare decât unu.
- Un sistem de unități este un ansamblu de unități fundamentale și derivate, împreună cu multiplii și submultiplii lor, definit conform unor reguli date, pentru un sistem de mărimi dat.
- Un sistem de unități coerent este un sistem de unități bazat pe un sistem de mărimi dat, în care unitatea de măsură pentru fiecare mărime derivată este o unitate derivată coerentă.
- Unitatea de măsură din afara unui sistem este o unitate de măsură care nu aparține unui sistem de unități dat.
- Unitatea derivată este unitatea de măsură pentru o mărime derivată.
- Unitatea derivată coerentă este o unitate derivată care, pentru un sistem de mărimi dat și pentru un ansamblu de unități fundamentale ales, este un produs al puterilor unităților fundamentale fără un alt factor de proporționalitate decât unu.
- Trasabilitatea metrologică la o unitate de măsură este o trasabilitate metrologică în cazul căreia referința este definirea unei unități de măsură prin realizarea sa practică.

### Convertoare
- ro  Calculator de conversie a unităților, 'conversie-unitati.info
- en  Convertor contextual pentru Firefox Arhivat în 15 iunie 2011, la Wayback Machine., the-converter.co
- en  Conversie între unități, google.com
- en  Convertor online, onlineconversion.com
- en  Convertor de unități, unitjuggler.com
- en  Unit conversion tool, proz.com
- ro  Diagrame de transformări metrice și calculatoare pentru transformări metrice, metric-conversions.org
- ro  Conversii metrice online, conversii-metrice.ro
- ro  Convertor de unități online, europages.ro
- ro  Convertor de unități online Arhivat în 11 martie 2016, la Wayback Machine., kilometru.com